# 愛奴
愛奴（あいど）は、かつて存在した日本のロックバンド。1975年にデビューし、翌年解散した。

## 来歴
元々は「広島フォーク村」の音楽仲間で結成されたグループが発端である。1968年4月に当時高校生だった山崎貴生・町支寛二・高橋信彦の3人により愛奴の前身となる「グルックス」が結成されるが、各々の大学進学とともに一旦は解散する。
その後、東京の大学に通っていたメンバー達が再び集まり、1972年4月に広島時代からの旧友である青山徹と浜田省吾の2人が加わり「愛奴」が結成された。そして、全員が大学を中退して広島へ戻り、半年間ひたすら練習の日々を過ごす。（練習場所は青山の実家）
デモテープを聞いたCBS・ソニーのスタッフから「面白い、オーディションをやるから東京に出てこい」と言われ東京のスタジオへ。たまたまスタジオに来ていた吉田拓郎にバックバンドをやらないかと誘われ、プロへの道が開かれた。
1974年に広島フォーク村の先輩である吉田の全国ツアーに1年間・17ヶ所をバックバンドとして参加。それまでアマチュア・バンドで活躍してきただけだったが、いきなり超満員のホールで数千人を前に演奏することになる。同年7月発売のよしだたくろう&かまやつひろしのシングル「シンシア」のB面「竜飛崎」は愛奴の演奏。しかし、愛奴のメンバーの演奏技術は決して高くなく、特にドラムだった浜田省吾は自分の力量に限界を感じ始める。
1975年5月1日、シングル「二人の夏」とアルバム『愛奴』でCBS・ソニーからレコード・デビュー。同期デビューとして、シュガー・ベイブやセンチメンタル・シティ・ロマンスがいる。
作詞は浜田が全て担当しており、作曲は各メンバーが手掛けた。まず浜田が歌詞を書き上げ、気に入った歌詞をメンバー達が選んで持ち帰り曲をつける方法が中心だった。ヴォーカルは浜田、町支、青山、山崎の4人がそれぞれ担当しており、その中でも町支がリード・ヴォーカル的な存在だった。
1975年7月に岡本あつおがドラムとして加わり、浜田はパーカッション担当へ変わる。理由はドラマーとしての限界を感じていた浜田が、当時合歓音楽院（現・ヤマハ音楽院）に通っていた岡本を口説いて加入させた。1975年9月26日、浜田以外の母校である修道学園の250周年記念文化祭にてコンサートをしている。結局、浜田は1975年9月にバンドを脱退し、1976年4月21日にソロ・デビューしている。愛奴の2枚目のアルバム『LOVE IN CITY』に楽曲を提供している。
いくつかのコンサートを開催したのち、1976年12月にバンドは解散する。12月10日、下北沢ロフトでのラストライブ終了後、メンバーたちは下北沢の路上で真夜中に大立ち回りをやらかしたという。

## 解散後
各メンバーはそれぞれの道を歩んでいたが、1985年7月27日〜28日、つま恋多目的広場での吉田のオールナイト・コンサート「ONE LAST NIGHT in つま恋」で一夜限り再結成した。吉田のバックバンドとして3曲を演奏。吉田から「浜田、前よかドラムうまいな」と言われた。

## メンバー
- 青山徹　-　Guitar & Vocal

合歓音楽院を1年で退学後に上京し、愛奴のメンバーと合流。バンド在籍時から高い演奏技術で評価を得ていた。解散後は吉田拓郎のツアーバンド・メンバーを経て、スタジオ・ミュージシャンに転身。南こうせつ、竹内まりや、原田真二、世良公則らのツアー、レコーディングに参加。松岡直也が結成したロックバンドMASHにも参加。浜田省吾のアルバムにも幾つか参加している。
その後、1990年代半ば頃に音楽業界から引退している。
- 町支寛二　-　Guitar & Vocal

現在に至るまで浜田省吾のソロ活動をサポートし続けている。浜田が売れていなかった頃はマネージャーの仕事を兼任したりもしていた。コーラス・アレンジのスタジオ・ミュージシャンとしての地位も確立。
- 山崎貴生　-　Percussion, Keyboard & Vocal

解散後はソングライターとなり、早見優などのアイドル歌手を中心に楽曲を提供。現在は「劉哲志」名義でボイスファクトリーを主宰しながら、町支のソロ・コンサートにゲスト参加したりしている。
- 高橋信彦　-　Bass

一度音楽業界を離れたのちに、浜田省吾の依頼によりマネージャーに就任。現在は浜田の所属事務所「ロード&スカイ」の社長を務めている。
- 浜田省吾　- Drums, Percussion & Vocal

1976年4月21日にソロ・デビュー。
- 岡本あつお　-　Drums

解散後は本名の「岡本郭男」名義でスペクトラムに参加後、AB'Sを結成。ドラマーとして活動している。

## エピソード
「愛奴」というバンド名は浜田が提案した。栗田勇原作の劇名で、末政百合主演で映画化もされた官能的な作品である。名前の意味よりも言葉の響きやイメージで決められた。漢字のバンド名というのも珍しかったため、メンバーが気に入った。ただし、近年は「AIDO」での表記が使われることが多い。一部では「I'DO」という表記も見られる。
本来、愛奴がデビューするきっかけとなった吉田の1974年のツアーのバック・バンドはザ・バンドが務める予定だったが、ザ・バンドがボブ・ディランのツアーに参加するためキャンセルしてしまった。急遽、吉田の広島フォーク村の後輩である愛奴がバック・バンドとして抜擢された。
吉田のバック・バンドでのデビューが決まった際、町支は実家の稼業を継ぐかどうか悩んでいた。その度に浜田が町支を説得しており、高橋によると浜田が何度か手を挙げることもあったという。当時は「音楽をやる、バンドをやる」ことは「人生をドロップ・アウトする」ということに等しく、かなりの覚悟を決めなければならない時代だった。

## ディスコグラフィー
|             | 発売日        | タイトル       | c/w            | 規格        | 規格品番    |             |
| CBS・ソニー | CBS・ソニー   | CBS・ソニー    | CBS・ソニー    | CBS・ソニー | CBS・ソニー | CBS・ソニー |
| ----------- | ------------- | -------------- | -------------- | ----------- | ----------- | ----------- |
| 1st         | 1975年5月1日  | 二人の夏       | 雨模様         | EP          | SOLB-233    |             |
| 1st         | 1982年        | 二人の夏       | 恋の西武新宿線 | EP          | 07SH-1176   |             |
| 2nd         | 1975年9月1日  | 恋の西武新宿線 | 愛奴のテーマ   | EP          | SOLB-307    |             |
| 3rd         | 1976年9月21日 | 朝からごきげん | 旅立ちの朝     | EP          | 06SH-64     |             |

### アルバム

#### スタジオ・アルバム
|             | 発売日        | タイトル     | 規格        | 規格品番    | 発売元       |             |
| CBS・ソニー | CBS・ソニー   | CBS・ソニー  | CBS・ソニー | CBS・ソニー | CBS・ソニー  | CBS・ソニー |
| ----------- | ------------- | ------------ | ----------- | ----------- | ------------ | ----------- |
| 1st         | 1975年5月1日  | 愛奴         | LP          | SOLL-130    | CBS・ソニー  |             |
| 1st         | 1979年        | 愛奴         | LP          | 22AH-741    | CBS・ソニー  |             |
| 1st         | 1982年7月21日 | 愛奴         | LP          | 20AH-1451   | CBS・ソニー  |             |
| 1st         | 1987年7月22日 | 愛奴         | CD          | 32DH-751    | CBS・ソニー  |             |
| 1st         | 1990年6月21日 | 愛奴         | CD          | CSCL-1160   | CBS・ソニー  |             |
| 2nd         | 1976年9月21日 | LOVE IN CITY | LP          | 25AH-104    | CBS・ソニー  |             |
| 2nd         | 1992年9月12日 | LOVE IN CITY | CD          | SRCL-2462   | Sony Records |             |
| 2nd         | 1995年3月8日  | LOVE IN CITY | CD          | SRCL-3176   | Sony Records |             |

#### 企画盤
| 1st | 2015年4月29日 | AIDO Complete Collection | SECL-1689/90 | SME Records |